# Björn Skifs
Björn Skifs, né le 20 avril 1947 à Vansbro (Suède), est un chanteur, acteur, scénariste et compositeur suédois.

## Biographie
Il était le chanteur du groupe Blue Swede (connu en Suède sous le nom de Blåblus) dans les années 1970. Ils ont été no 1 au Billboard en 1974 avec une reprise de la chanson Hooked on a Feeling. Il quitte le groupe en 1976 et se lance dans une carrière solo.
Il représente la Suède au Concours Eurovision de la chanson en 1978 avec le titre Det blir alltid värre framåt natten et en 1981 avec le titre Fångad i en dröm.
En 1980, il a du succès avec son propre spectacle au Hamburger Börs de Stockholm. Il tient le rôle principal de la comédie musicale Spök au Maximteatern de 1981 à 1983.
Il a le rôle de l'arbitre sur l'album original de la comédie musicale Chess en 1984.
Povel Ramel lui a donné le Karamelodiktstipendiet en 1984.
En 1987, Björn Skifs et Bengt Palmers écrivent un scénario et le résultat est la comédie Strul dans laquelle le chanteur tient le rôle principal. Le film fera un million d’entrées (Tommy Nilsson chante le thème principal du film Maybe we're about to fall in love). Ils collaborent à nouveau sur deux films Joker en 1991 et Drömkåken en 1993.
Dans les années 1990, il obtient du succès dans les deux comédies musicales I hetaste laget au Cirkus de Stockholm, Guys and Dolls à l’Oscarsteatern et en 2000 avec un autre spectacle musical Speldosa. L’artiste enregistre à nouveau et sort l’album Back on Track dont le titre Håll mitt hjärta reste classé 240 semaines dans le Svensktoppen (hit parade des chansons en langue suédoise). En 2004, et  enregistre un album de chansons des années 1940 intitulé Deccenier qui est également un grand succès. En 2007, son album Eye to Eye se hisse à la deuxième place du hit parade des ventes.
Björn Skifs habite à Haninge avec ses deux enfants et sa femme, la chorégraphe Pernilla Skifs.

## Discographie
- 1969 : From both sides now
- 1970 : Everey bit of my life
- 1971 : Opopoppa
- 1972 : Blåblus
- 1973 : Pinewood rally
- 1974 : Out of the blue
- 1975 : Schiffz
- 1977 : Watch out!
- 1978 : Björns bästa
- 1979 : Split vision
- 1980 : Zkiffz
- 1981 : SPÖK!
- 1981 : Björns ballader
- 1983 : If...Then...
- 1985 : Vild honung
- 1987 : Zick Zack
- 1997 : 50/50
- 2001 : Back on Track
- 2002 : Ingen annan
- 2004 : Skifs Hits!
- 2005 : Decennier...Sånger från en annan tid
- 2006 : Andra decennier
- 2007 : Eye to Eye

## Filmographie
- 1973 : Snövit och de sju små dvärgarna (TV)
- 1978 : Julius Julskötare (feuilleton TV)
- 1980 : The Drinking Man's War (Sverige åt svenskarna), de Per Oscarsson
- 1982 : Saddled with a Girl (En Flicka på halsen), de Tomas Löfdahl
- 1983 : Prima Veras saga om Olav den hellige, de Herodes Falsk et Harald Gunnar Paalgard
- 1984 : Privatdeckarna: Uppdrag Gran Canaria, de Harry Falk
- 1985 : Chess Moves, de David G. Hillier (vidéo) (court-métrage)
- 1985 : King of Smugglers (Smugglarkungen), de Sune Lund-Sørensen
- 1988 : Framed (Strul), de Jonas Frick
- 1991 : Joker, de Sune Lund-Sørensen
- 1993 : The Dream House (Drömkåken), de Peter Dalle
- 1997 : Förmannen som försvann (série TV)
- 2024 : Trouble (Strul) de Jon Holmberg (sv)  : lui-même